# Decretos Ptolemaicos

A Pedra de Roseta contém um dos decretos ptolemaicos, emitido em 196 AEC durante o reinado de Ptolemeu V Epifânio.

Os Decretos Ptolemaicos foram uma série de textos legislativos emitidos por sínodos de sacerdotes do Reino Ptolemaico, que controlou o Egito de 305 AEC a 30 AEC. Em cada decreto são reconhecidas as boas ações do faraó reinante, especialmente para a classe dos sacerdotes, e são decretadas honras religiosas em sua homenagem.
Dois decretos foram emitidos sob Ptolemeu III Evérgeta (o Decreto de Alexandria e o Decreto de Canopus), e outros sob Ptolemeu IV Filópator (o Decreto de Ráfia) e Ptolemeu V Epifânio (o Decreto de Mênfis e os dois Decretos Filenses). Múltiplas cópias dos decretos, inscritas em estelas de pedra, foram erigidas nos pátios dos templos egípcios, conforme determinado nos textos dos decretos.
Existem três cópias e um fragmento do Decreto de Canopus, duas cópias do Decreto de Mênfis (uma imperfeita) e duas cópias e meia do texto da Pedra de Roseta, incluindo a cópia na Estela de Nubaira e uma inscrição na parede de uma pirâmide com éditos ou substituições de cenas, concluídas por escribas subsequentes. 

## Decretos e respectivos registros arqueológicos

### Decreto de Alexandria (Ptolemeu III) - 243 AEC
O decreto de Alexandria fixa que estátuas de Ptolemeu III e de sua esposa, Berenice II, deveriam ser erigidas em cada templo, o que significa que elas seriam adoradas como deuses.

### Decreto de Canopus (Ptolemeu III) - 238 AEC

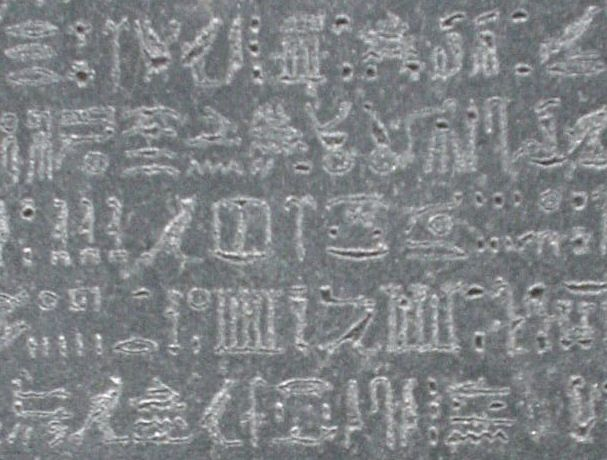
Detalhe da Pedra de Roseta

O decreto foi emitido em 7 appelaios (no calendário macedônio, equivalente a 17 tybi no calendário egípcio) do ano 9 do reinado de Ptolemeu III, que equivale a 7 de março de 238 AEC. 
- Pedra 1: Estela de Canopus n.º 1, encontrada em 1866. 37 linhas de hieróglifos, 74 linhas de demótico (lado direito), 76 linhas de texto grego em caixa alta, gravadas sobre calcário fino.
- Pedra 2: Estela de Canopus n.º 2, encontrada em 1881, 26 linhas de hieróglifos, 20 linhas de demótico, 64 linhas de grego, sobre calcário branco.
- Terceiro texto, parcial com linhas de hieróglifos (agora no Louvre).
- Quarto texto, descoberto em 2004 em Bubastis.

### Decreto de Mênfis (Ptolemeu IV) - 217 AEC
- Pedra 1: Decreto de Ráfia, encontrada em 1902 em Mênfis, com hieróglifos, demótico e grego antigo, feita de granito escuro.
- Pedra 2: Estela Fitom n.º II, encontrada em 1923, contém texto em grego (lateral); e textos em hieróglifos (frente) e demótico (42 linhas na parte de atrás da estela) praticamente completos, fornecendo uma tradução quase total. Feita em pedra de arenito.

### Decreto Filense II (Ptolemeu V) - 186 AEC
- Pedra 1: Estela de Roseta, chamada "Pedra de Roseta", encontrada 1799. Contém 14 linhas de hieróglifos (texto incompleto), 32 linhas de demótico e 54 linhas de grego antigo. Feita de granodiorito.
- Pedra 2: Estela de Nubaira, encontrada no início da década de 1880, contém hieróglifos, sendo que as linhas 1 a 27 permitem completar as linhas que faltavam na Pedra de Roseta; e textos em demótico e gregas. Feita em pedra de calcário.
- Local 3: o Templo de Philae, hieróglifos inscritos no Terceiro Decreto nas paredes, também sobrescritas, com cenas e figuras de humanos / deuses.

Promulgado em Alexandria após a supressão de uma revolta.

### Decreto Filense I (Ptolemeu V) - 185 AEC
Promulgado em Mênfis após a entronização de um Touro de Apis.